# Südpazifikspiele 1969
Die Südpazifikspiele 1969 (engl. South Pacific Games 1969) wurden vom 13. bis zum 23. August 1969 in Port Moresby, der Hauptstadt Papua-Neuguineas, ausgetragen. Diese Spiele waren die 3. Auflage der Südpazifikspiele. Offiziell eröffnet wurden die Spiele von Edward, 2. Duke of Kent, und seiner Frau Katharine.
Die Athleten kämpften unter anderem in den Sportarten Leichtathletik, Basketball, Boxen, Netball, Rugby, Fußball, Schwimmen, Tischtennis, Tennis und Volleyball in 95 Wettbewerben um 286 Medaillen. Marie-José Kersaudy, eine Schwimmerin vom Team Neukaledonien, war wie bei den Südpazifikspielen 1966 mit weiteren sieben Goldmedaillen erfolgreichste Teilnehmerin.

## Medaillenspiegel
| Platz  | Land                   | Gold | Silber | Bronze | Gesamt |
| ------ | ---------------------- | ---- | ------ | ------ | ------ |
| 1      | Neukaledonien          | 36   | 20     | 21     | 77     |
| 2      | Papua und Neuguinea    | 23   | 23     | 18     | 64     |
| 3      | Fidschi                | 13   | 18     | 25     | 56     |
| 4      | Französisch-Polynesien | 8    | 11     | 13     | 32     |
| 5      | Tonga                  | 6    | 4      | 2      | 12     |
| 6      | Westsamoa              | 4    | 4      | 1      | 9      |
| 7      | Wallis und Futuna      | 1    | 5      | 1      | 7      |
| 8      | Neue Hebriden          | 1    | 4      | 2      | 7      |
| 9      | Guam                   | 1    | 3      | 2      | 6      |
| 10     | Nauru                  | 1    | 2      | 4      | 7      |
| 11     | Amerikanisch-Samoa     | 1    | —      | 5      | 6      |
| 12     | Britische Salomonen    | —    | 2      | 1      | 3      |
| Gesamt | Gesamt                 | 95   | 96     | 95     | 286    |